# لاکلان مرداک
لاکلان مرداک (انگلیسی: Lachlan Murdochِ؛ ‏ ۱۶ فوریهٔ ۱۹۸۶) بازیگر اهل کانادا است.
از فیلم‌ها یا برنامه‌های تلویزیونی که وی در آن نقش داشته‌است، می‌توان به پرونده‌های ایکس، دروازه ستارگان اس‌جی-۱، دگردیسی، ماجراهای مرداک، بازمانده برگزیده، بابا نوئل و رستاخیز اشاره کرد.